# 양성애 기념일

양성애 기념일(Celebrate Bisexuality Day, CBD)은 양성애에 대한 기념일로, 매해 9월 23일로 지정되어 있다. 1992년에 처음 시작된 이 날은 양성애 커뮤니티와 친구들, 지지자들이 양성애를 알리고 기념하며 양성애의 역사, 문화, 커뮤니티를 알린다.